# Landkreis Emsland
Het Emsland (Nederlands: Eemsland) is een Landkreis in het westen van de Duitse deelstaat Nedersaksen en was tot de hereniging van beide Duitslanden met een oppervlakte van 2.883,64 km² het grootste Landkreis van Duitsland en daarmee groter dan bijvoorbeeld de deelstaat Saarland. De Landkreis telt 328.930 inwoners (31 december 2020). 

## Geschiedenis
Het Emsland behoorde tot 1803 bij het prinsbisdom Münster als onderdeel van het Nederstift dat via een smalle band langs de Eems verbonden was met het bovenstift rond Münster. Van 1803 tot 1810 hoorde het bij het hertogdom Arenberg, van 1810 tot 1815 bij het Eerste Franse Keizerrijk, als deel van de departementen Ems-Supérieur en Lippe, en na 1815 bij het koninkrijk Hannover. In de Tweede Wereldoorlog bevonden zich in dit gebied de Emslandlager.
Het huidige Landkreis is ontstaan op 1 augustus 1977 bij een herindeling van de bestuurslagen in Nedersaksen. Emsland ontstond door fusie van de voormalige Landkreisen Aschendorf-Hümmling, Meppen en Lingen.

## Religie
Het Emsland is overwegend rooms-katholiek. Bij de laatste volkstelling in 2011 was 68,4% van de bevolking katholiek en 17,3% protestants. Men vindt er verschillende kloosters. In Sögel is een Kapucijnenklooster gevestigd in het bekende jachtslot Clemenswerth, dat eertijds eigendom was van de Münsterse prins-bisschoppen.

## Geografie
Het Emsland is gelegen in het westen van Nedersaksen rondom de rivier de Eems. Het grenst in het noorden aan de Landkreis Leer in Oost-Friesland, in het oosten aan de Landkreis Cloppenburg en Landkreis Osnabrück, in het zuidwesten aan de Grafschaft Bentheim, in het westen aan de Nederlandse provincies Groningen en Drenthe en in het zuiden aan het Münsterland in Noordrijn-Westfalen.
De volgende streken maken deel uit van de landkreis
- Het gelijknamige Emsland dat grotendeels bestaat uit het Duitse deel van het voormalige Bourtangermoeras.
- De Hümmling: een stuwwalcomplex bij Börger

## Politiek

### Landraad
Tot de eerste bezoldigde landraad (Landrat), die aan het hoofd van het district staat, werd bij de gemeenteraadsverkiezingen van 9 september 2001 Hermann Bröring gekozen. Bij de verkiezingen op 10 september 2006 werd hij herkozen. In 2011 werd hij opgevolgd door Reinhard Winter. De landraad heeft ambtshalve zitting in de districtsraad.

### Kreisraad
De Kreisraad bestaat uit 66 zetels, waarvan de zetels bij de laatste verkiezingen van 2011, 2016 en 2021 als volgt verdeeld werden:
| Partij                         | 2011 | 2016 | 2021 |
| ------------------------------ | ---- | ---- | ---- |
| CDU                            | 41   | 39   | 36   |
| SPD                            | 13   | 13   | 13   |
| Bündnis 90/Die Grünen          | 5    | 4    | 6    |
| FDP                            | 2    | 2    | 4    |
| Unabhängige Wählergemeinschaft | 4    | 3    | 3    |
| AfD                            | -    | 4    | 2    |
| Die Linke                      | -    | 1    | 1    |
| Die PARTEI                     | -    | -    | 1    |
| Unabhängige Bürgerforum        | 1    | -    | -    |

De eerstkomende verkiezingen vinden in 2026 plaats.

### Jumelages
Emsland heeft sinds 2004 een jumelage met het district (Powiat) Lidzbarski in de Poolse provincie Ermland-Mazurië.

## Steden en gemeenten
Eenheidsgemeenten
1. Emsbüren
2. Geeste
3. Haren (Ems), stad
4. Haselünne, stad
5. Lingen (Ems), stad
6. Meppen, stad
7. Papenburg, stad
8. Rhede (Ems)
9. Salzbergen
10. Twist

Samtgemeinden en hun deelnemende gemeenten

* hoofdplaats van de samtgemeinde
| - Samtgemeinde Dörpen (nr. 11) 1. Dersum 2. Dörpen* 3. Heede 4. Kluse 5. Lehe 6. Neubörger 7. Neulehe 8. Walchum 9. Wippingen - Samtgemeinde Freren (nr. 12) 1. Andervenne 2. Beesten 3. Freren, stad* 4. Messingen 5. Thuine - Samtgemeinde Herzlake (nr. 13) 1. Dohren 2. Herzlake* 3. Lähden | - Samtgemeinde Lathen (nr. 14) 1. Fresenburg 2. Lathen* 3. Niederlangen 4. Oberlangen 5. Renkenberge 6. Sustrum - Samtgemeinde Lengerich (nr. 15) 1. Bawinkel 2. Gersten 3. Handrup 4. Langen 5. Lengerich* 6. Wettrup (578) - Samtgemeinde Nordhümmling (nr. 16) 1. Bockhorst 2. Breddenberg 3. Esterwegen* 4. Hilkenbrook 5. Surwold | - Samtgemeinde Sögel (nr. 17) 1. Börger 2. Groß Berßen 3. Hüven 4. Klein Berßen 5. Sögel* 6. Spahnharrenstätte 7. Stavern 8. Werpeloh Samtgemeinde Spelle (nr. 18) 1. Lünne 2. Schapen 3. Spelle* Samtgemeinde Werlte (nr. 19) 1. Lahn 2. Lorup 3. Rastdorf 4. Vrees 5. Werlte* |

## Economie

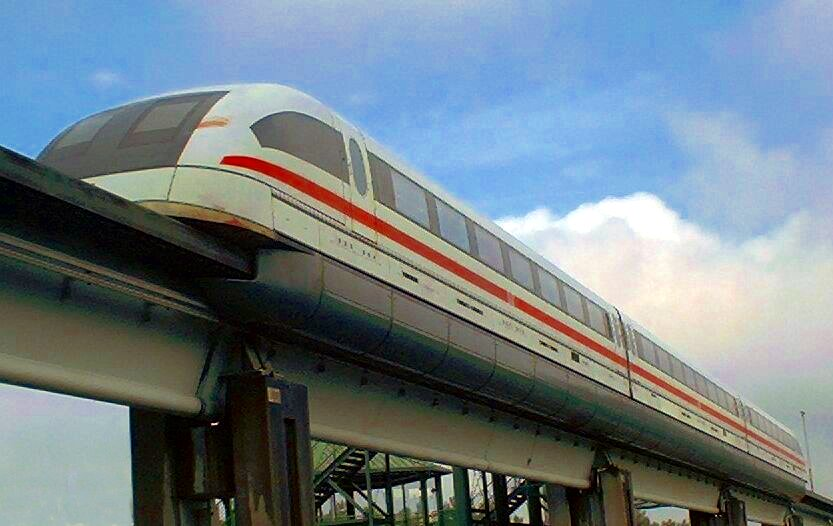
Transrapid op het testtraject bij Lathen

De streek gold lang als een economisch achtergestelde regio in Duitsland. Er is veel geld gestoken in de ontwikkeling van het gebied. Zo is bij Papenburg een autotestbaan aangelegd. Een andere project is het testtraject van de magneetzweeftrein Transrapid tussen Dörpen en Lathen. Van groot economisch belang is ook de Meyerwerf in Papenburg waar luxe cruiseschepen worden gebouwd.

## Toerisme
De Hümmling is van toeristisch belang vanwege het landschap. Hier zijn bossen, heuvels en landhuizen te vinden. Bovendien zijn hier ook hunebedden. Op het wapen van de Landkreis Emsland is het Wappengrab afgebeeld, dit is een van de hunebedden van de Hünengräberstraße des Hümmling. Meerdere megalieten behorende tot de Straße der Megalithkultur zijn in Landkreis Emsland gelegen. Dit zijn:

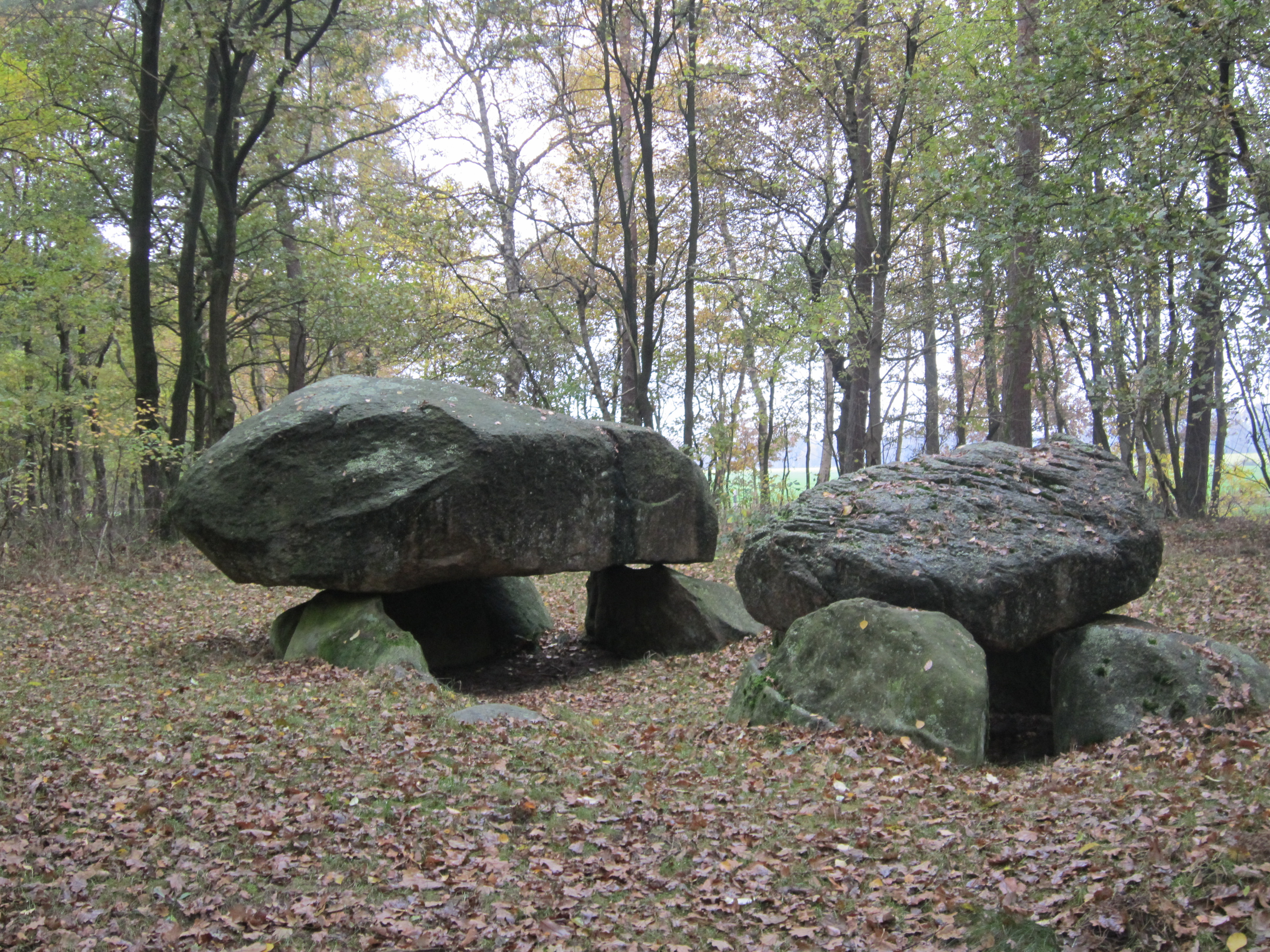
Der Steinerne Schlüssel

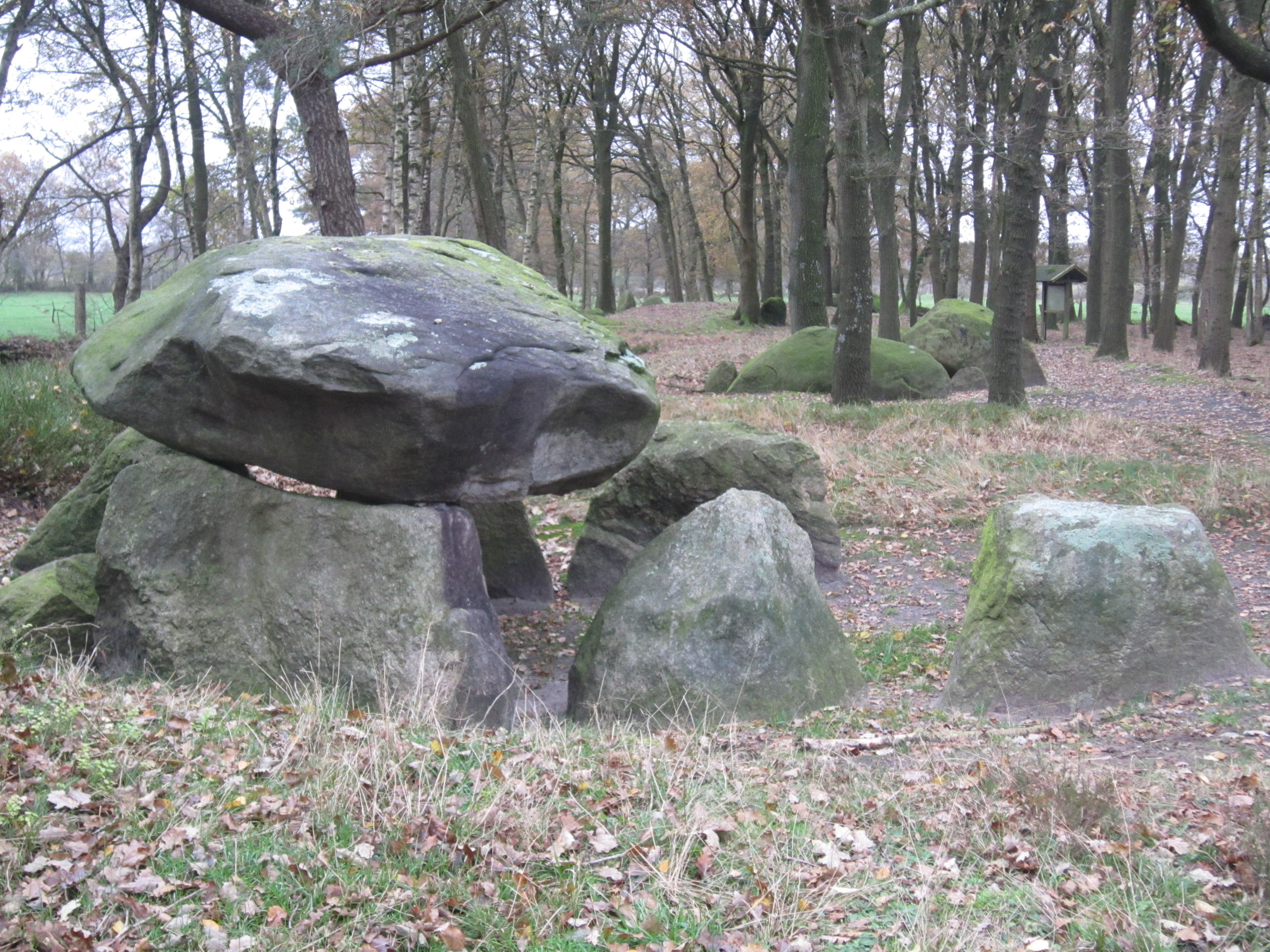
Großsteingräber Deymanns Mühle I-IV

- Großsteingrab im Alt-Frerener Forst
- Großsteingrab in der Kunkenvenne
- Großsteingrab auf dem Radberg
- Der Steinerne Schlüssel
- Großsteingräber Deymanns Mühle I-IV
- Großsteingrab am Osteresch
- Großsteingrab Groß-Stavern 1
- Großsteingrab bei den Düvelskuhlen
- Hünenbett bei den Düvelskuhlen
- Großsteingrab Püttkesberge
- Hünengräberstraße des Hümmling
- Volbers Hünensteine
- Großsteingrab Hüven-Süd
- Großsteingrab Lähden I
- Großsteingrab Werpeloh I
- Großsteingrab Werpeloh II
- Großsteingräber auf der Buschhöhe
- Steenhus von Börger
- Ganggrab von Ostenwalde
- De hoogen Stener
- Poldenhünensteine

Het Emsland zelf wordt toeristisch meer gepromoot, bijvoorbeeld in de bewegwijzering van (boven)regionale fietsroutes. Voorbeelden zijn hiervan:
- De United countries Tour: een rondrit door Westerwolde en het Emsland van 180 kilometer.
- De E(e)mslandroute. Door het Emsland en ook een deel door de Hümmling van 300 kilometer.
- Fietsroute Dortmund-E(e)mskana(a)l : een lange afstandsfietsroute tussen Dortmund en Norden aan de kust van 340 kilometer.

## Bevolkingsontwikkeling
Emsland telt een flink aantal inwoners van Nederlandse komaf. Dat is mede het gevolg van de ruimere huizenmarkt in Duitsland. In Nederland zijn de huizen relatief duur en over de grens in Duitsland waren de huizen soms 30 tot 40 % goedkoper. Op 31 december 2020 had 12,49% van de inwoners een niet-Duits staatsburgerschap (41.090 niet-Duitsers) en hadden 5.850 inwoners het Nederlandse staatsburgerschap. In de periode 2002 tot en met 2012 steeg het aantal Nederlanders in het Emsland van 1.752 begin 2002 tot 6.400 eind 2012. In het jaar 2007 was de emigratie van Nederlanders naar het Emsland het hoogst, met een aantal van 757 emigranten en een migratiesaldo van 652. Vanaf 2012 daalt het aantal Nederlanders in het Emsland jaarlijks licht. 
| Datum      |               | Inwoners |        | Buitenlanders | Buitenlanders | Buitenlanders | Buitenlanders |
| Datum      | Totaal        | Inwoners | %      |               | Nederlanders  |               |               |
| ---------- | ------------- | -------- | ------ | ------------- | ------------- | ------------- | ------------- |
| 31.12.2022 |               | 338.052  |        |               |               |               |               |
| 31.12.2021 | 331.397       | 42.740   | 12,9%  | 5.850         |               |               |               |
| 31.12.2020 | 328.930       | 41.090   | 12,49% | 5.850         |               |               |               |
| 31.12.2019 | 326.954       | 40.430   | 12,37% | 5.910         |               |               |               |
| 31.12.2018 | 325.657       | 38.825   | 11,92% | 6.020         |               |               |               |
| 31.12.2017 | 323.636       | 36.430   | 11,26% | 6.175         |               |               |               |
| 31.12.2016 | 321.391       | 3.4110   | 10,61% | 6.220         |               |               |               |
| 31.12.2015 | 319.488       | 30.225   | 9,46%  | 6.278         |               |               |               |
| 31.12.2014 | 315.757       | 25.259   | 8%     | 6.309         |               |               |               |
| 31.12.2013 | 313.689       | 22.649   | 7,22%  | 6.381         |               |               |               |
| 31.12.2012 | 312.855       | 21.112   | 6,75%  | 6.400         |               |               |               |
| 31.12.2011 | 311.634       | 19.224   | 6,17%  | 6.330         |               |               |               |
| 31.12.2010 | 313.056       | 17.640   | 5,63%  | 6.148         |               |               |               |
| 31.12.2009 | 313.098       | 16.744   | 5,35%  | 6.005         |               |               |               |
| 31.12.2008 | 313.824       | 16.357   | 5,21%  | 5.545         |               |               |               |
| 31.12.2007 | 313.533       | 15.526   | 4,95%  | 4.913         |               |               |               |
| 31.12.2006 | 311.965       | 14.186   | 4,55%  | 4.251         |               |               |               |
| 31.12.2005 | 310.088       | 12.579   | 4,06%  | 3.454         |               |               |               |
| 31.12.2004 | 309.245       | 12.181   | 3,94%  | 2.978         |               |               |               |
| 31.12.2003 | 307.734       | 11.640   | 3,78%  | 2.551         |               |               |               |
| 31.12.2002 | 306.685       | 10.959   | 3,57%  | 2.167         |               |               |               |
| 31.12.2001 | 304.698       | 10.346   | 3,4%   | 1.752         |               |               |               |
| 31.12.2000 | 303.034       | 10.023   | 3,31%  | 1.574         |               |               |               |
| 31.12.1999 | 301.079       | 10.092   | 3,35%  | 1.571         |               |               |               |
| 31.12.1998 | 298.886       | 9.877    | 3,3%   | 1.595         |               |               |               |
| 31.12.1997 | 297.496       | 10.301   | 3,46%  | 1.583         |               |               |               |
| 31.12.1996 | 295.443       | 10.208   | 3,46%  | 1.571         |               |               |               |
| 31.12.1995 | 292.993       | 9.986    | 3,41%  | 1.605         |               |               |               |
| 31.12.1994 | 286.282       | 9.399    | 3,28%  | 1.639         |               |               |               |
| 31.12.1993 | 280.689       | 9.046    | 3,22%  | 1.680         |               |               |               |
| 31.12.1992 | 275.057       | 8.765    | 3,19%  | 1.732         |               |               |               |
| 31.12.1991 | 268.233       | 7.311    | 2,73%  | 1.813         |               |               |               |
| 31.12.1990 | 263.890       | 6.271    | 2,38%  | 1.777         |               |               |               |
| 31.12.1989 | 259.547       |          |        |               |               |               |               |
| 31.12.1988 | 257.085       |          |        |               |               |               |               |
| 31.12.1987 | 255.783       | 4.920    | 1,92%  |               |               |               |               |
| 31.12.1986 | 249.397       | 4.915    | 1,97%  |               |               |               |               |
| 31.12.1985 | 248.112       | 4.501    | 1,81%  |               |               |               |               |
| 31.12.1984 | 246.875       | 4.274    | 1,73%  |               |               |               |               |
| 31.12.1983 | 244.786       | 4.333    | 1,77%  |               |               |               |               |
| 31.12.1982 | 243.218       | 4.395    | 1,81%  |               |               |               |               |
| 31.12.1981 | 242.605       | 4.333    | 1,79%  |               |               |               |               |
| 31.12.1980 | 240.748       | 4.021    | 1,67%  |               |               |               |               |
| 31.12.1979 | 239.013       | 3.703    | 1,55%  |               |               |               |               |
| 31.12.1978 | 237.775       | 3.544    | 1,49%  |               |               |               |               |
| 31.12.1977 | 237.273       |          |        |               |               |               |               |
| 31.12.1976 | 236.765       |          |        |               |               |               |               |
| 31.12.1975 | 236.052       |          |        |               |               |               |               |
| 31.12.1974 | 235.700       |          |        |               |               |               |               |
| 31.12.1973 | 235.391       |          |        |               |               |               |               |
| 31.12.1972 | 233.520       |          |        |               |               |               |               |
| 31.12.1971 | 231.374       |          |        |               |               |               |               |
| 31.12.1970 | 229.171       |          |        |               |               |               |               |
| 31.12.1969 | 224.637       |          |        |               |               |               |               |
| 31.12.1968 | 222.408       |          |        |               |               |               |               |
| Datum      |               | Inwoners |        | Totaal        | %             |               | Nederlanders  |
| Datum      | Buitenlanders | Inwoners |        |               |               |               |               |

1. 1 2  Vanwege geheimhoudingsredenen (§ 16 Bundesstatistikgesetz) worden de statistieken van buitenlanders vanaf 2016 alleen nog maar afgerond weergegeven (veelvoud van vijf).